# SN 1956E
SN 1956E – supernowa odkryta 10 lutego 1956 roku w galaktyce A113100-1609. W momencie odkrycia miała maksymalną jasność 19,50m.